# Deutschlandring
Der Deutschlandring (auch Großdeutschlandring) in der Nähe von Hohnstein bei Dresden war ein Motorsport-Rennstreckenprojekt zu Zeiten des Dritten Reiches. Die Rundstrecke wurde bedingt durch den Ausbruch des Zweiten Weltkrieges nie motorsportlich genutzt. 

## Geschichte
Von 1919 bis 1922 wurde die Wartenbergstraße vom Polenztal bei Hohnstein bis zur Hocksteinschänke erbaut. Diese schlängelte sich in Serpentinen den Berg hinauf. Hier wurde am 30. Mai 1926 das erste Hohnstein-Rennen als Bergrennen vor 10.000 Zuschauern ausgetragen. Am 29. Mai 1927 folgte ein zweites Rennen, aber erst 1930 das dritte. Das Hohnstein-Bergrennen, wie es nun hieß, wurde dann erneut am 18. September 1932 und am 10. September 1933 ausgetragen.
1933 war Beginn der sechsjährigen Bauzeit eines Rundkurses. Zum weiteren Ausbau der Serpentinen auf der Wartenbergstraße wurden Häftlinge des nahe gelegenen KZ Hohnstein gezwungen. Die Bahn hatte eine Breite von zwölf Metern, war zehn Kilometer lang und schloss auch die Wartenbergstraße mit ein. Die Breite der Kurven betrug bis über 20 Meter. Am 26. April 1939 wurde der Deutschlandring feierlich eingeweiht. Der Planung entsprechend sollten bis zu eine Million Zuschauer Platz finden bei Parkmöglichkeiten für 350.000 Volkswagen.
Im Oktober 1940 sollte das erste Rennen auf dem neuen Kurs, der Große Preis von Großdeutschland, ausgetragen werden. Wegen des Zweiten Weltkrieges kam es aber nicht zu der Veranstaltung. Nach dem Krieg fand ein letztes Rennen am 14. Oktober 1951 statt. Ein schwerer Unfall kurz vor diesem Rennen beendete die Rennaktivitäten in Hohnstein.

## Gegenwärtiger Zustand

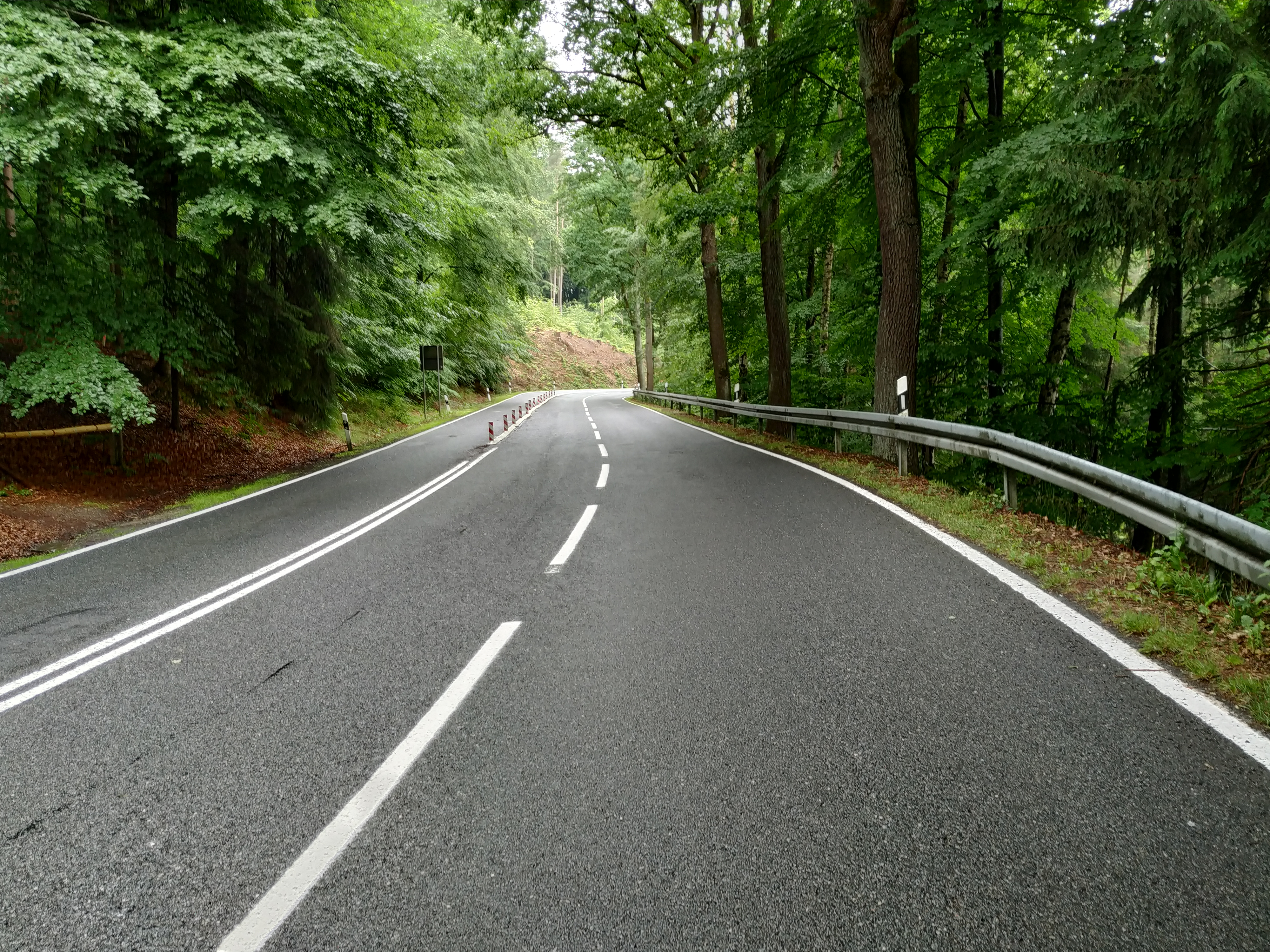
Wartenbergstraße (Staatsstraße 165)

Die Rennstrecke wurde nach 1990 teilweise zurückgebaut, um illegale Autorennen zu unterbinden. Sie blieb aber in ihrer Streckenführung vollständig erhalten. Auf einem Teil der Strecke findet seit 2007 ein sogenannter Viertelmeilen-Cup statt.
Folgende Abschnitte sind heute sächsische Staatsstraßen:
- 161 nördlicher Teil Anschluss Heeselicht – Anschluss Stürza,
- 163 westlicher Teil Anschluss Stürza – Hocksteinschänke und
- 165 südlicher Teil Hocksteinschänke – Anschluss im Polenztal bei Hohnstein.

Der östliche Abschnitt ist eine kommunale Straße.